# Vatican Miracle Examiner
Vatican Miracle Examiner (バチカン奇跡調査官?, Bachikan kiseki chōsakan) è una serie di light novel scritta da Rin Fujiki e illustrata da Thores Shibamoto. Tredici volumi sono stati pubblicati da Kadokawa Shoten, sotto l'etichetta Horror Bunko, a partire da dicembre 2007. Due adattamenti manga hanno iniziato la serializzazione rispettivamente sul Comic Kai di Kadokawa Shoten e il Monthly Comic Gene di Media Factory nel 2012 e 2016, mentre un adattamento anime, prodotto da J.C.Staff e acquistato in Italia da Dynit, è stato trasmesso in Giappone tra il 7 luglio e il 22 settembre 2017.

## Trama
La storia segue le vicende dei sacerdoti cattolici Hiraga Joseph Kō e Roberto Nicholas, che nella loro attività di indagatori di miracoli per conto della Congregazione per le cause dei santi si ritrovano sovente coinvolti in misteriosi casi di omicidio sui quali, in un modo o nell'altro, finiscono sempre per indagare, poiché strettamente correlati ai presunti fenomeni sovrannaturali che sono chiamati ad esaminare in giro per il mondo.
Ben presto, il loro operato li porta a scontrarsi con l'antica setta segreta di Galdoune, i cui membri, oltre a condurre esperimenti volti al raggiungimento della vita eterna, mirano a sgretolare le fondamenta della Chiesa cattolica e ad impossessarsi del potere in Vaticano.

## Personaggi
Hiraga Joseph Kō (平賀・ヨゼフ・庚?, Hiraga Yozefu Kō)
Doppiato da: Nobuhiko Okamoto
Sacerdote giapponese al servizio del Vaticano, assieme all'amico e collega Roberto Nicholas si occupa di analizzare presunti miracoli da sottoporre alla Congregazione delle cause dei santi. Pur manifestando una profonda e devota fede in Dio, si mostra il più delle volte alquanto scettico circa i supposti fenomeni soprannaturali che è chiamato a verificare. Dotato di una eccezionale mente matematica, è solito passare il proprio tempo libero analizzando le innumerevoli combinazioni strategiche di un gioco di sua invenzione che richiama l'antico gioco del Go, e il suo approccio ai casi è puramente scientifico.
Roberto Nicholas (ロベルト・ニコラス?, Roberuto Nikorasu)
Doppiato da: Jun'ichi Suwabe
Sacerdote italiano della Congregazione dell'Anima, a differenza di Joseph è portato a riporre maggiore fiducia nei miracoli e nei miracolati che insieme sono chiamati a verificare. Grande esperto di dottrina e sincretismo cristiani, il suo lavoro consiste nell'analizzare i presunti eventi divini da un punto di vista puramente teologico.
Ryouta (?)
Fratello di Joseph, è un ragazzo di soli 12 anni con una malattia molto grave. È amato e ama molto suo fratello Joseph, tanto da considerarlo io suo "sacramento". Inoltre, come si scoprirà nell'ultimo episodio, il ragazzo è costantemente perseguitato da tre misteriosi uomini che gli annunciano la morte delle persone che gli stanno accanto

## Media

### Light novel
La serie di light novel è stata scritta da Rin Fujiki con le illustrazioni di Thores Shibamoto. Il primo volume è stato pubblicato da Kadokawa Shoten, sotto l'etichetta Horror Bunko, il 10 dicembre 2007 e al 03 febbraio 2023 ne sono stati messi in vendita in tutto quindici.

### Manga
Un primo adattamento manga, scritto da Eiji Kaneda, è stato serializzato sulla rivista Comic Kai di Kadokawa Shoten tra il 24 gennaio 2012 e il 24 gennaio 2013. Due volumi tankōbon sono stati pubblicati tra il 20 febbraio 2013 e il 24 gennaio 2014.
Un secondo adattamento manga, a cura di Anjue Hino, ha iniziato la serializzazione sul Monthly Comic Gene di Media Factory il 12 agosto 2016 ed è stata completata nel 2018, pubblicando in tutto 5 volumi.

### Anime
Annunciato il 15 novembre 2016 sul Monthly Comic Gene di Media Factory, un adattamento anime di dodici episodi, prodotto da J.C.Staff e diretto da Yoshitomo Yonetani, è andato in onda dal 7 luglio al 22 settembre 2017. La composizione della serie è stata affidata a Seishi Minakami, mentre il character design è stato sviluppato da Kazunori Iwakura. Le sigle di apertura e chiusura sono rispettivamente Mysterium di Screen mode e Sacramento (サクラメント?) di Nobuhiko Okamoto. In Italia gli episodi sono stati trasmessi in streaming in simulcast da Dynit su VVVVID, mentre negli Stati Uniti i diritti della serie sono stati acquistati da Sentai Filmworks per la piattaforma Anime Strike di Amazon; in altre parti del mondo la serie è stata diffusa via streaming da HIDIVE. Un episodio OAV, chiamato Majo no soup è stato pubblicato il 9 aprile 2018 nel Blu-ray della serie giapponese.

#### Episodi
| Nº | Titolo italiano Giapponese 「Kanji」 - Rōmaji | In onda           | In onda |
| Nº | Titolo italiano Giapponese 「Kanji」 - Rōmaji | Giapponese        |         |
| 1  | Grazie al sostegno di Dio, ho aperto gli occhi 「主の支えによりて我は目覚める」 - Shu no sasae ni yorite ware wa mezameru | 7 luglio 2017     |         |
| 1  | I sacerdoti Hiraga Joseph Kō e Roberto Nicholas vengono inviati in Messico dalla Santa Sede per visitare un convento all'interno del quale si starebbe verificando un gran numero di fenomeni soprannaturali di probabile origine divina. In particolare i due religiosi, il cui compito è proprio quello di indagare e confermare (o confutare) presunti miracoli per conto della Congregazione delle cause dei santi, sono chiamati a investigare il caso di suor Anna Dolores, che afferma di essere rimasta miracolosamente incinta senza peccato dopo aver ricevuto la visita dell'Arcangelo Gabriele. Oltretutto, suor Dolores sembra aver ricevuto anche le stigmate, e sia l'ecografia dell'addome che le analisi del sangue sembrano confermare entrambi gli eventi miracolosi. Tuttavia se Roberto sembra disposto a credere alla natura divina di tali fenomeni (che però, se confermati, annullerebbero entrambi i dogmi dell'immacolata concezione e dell'unicità di Cristo, due colonne portanti della chiesa cattolica), Joseph al contrario sospetta una montatura (in quanto un rapido controllo nel database della Banca Vaticana rivela come il convento disponga di mezzi finanziari ben al di sopra delle sue reali possibilità) o persino un'influenza diabolica, e i suoi sospetti sembrano trovare conferma quando, quella notte, viene rinvenuto in un magazzino il cadavere di Padre Klaus, uno dei padri superiori, brutalmente assassinato in quello che ha tutta l'aria di essere un rituale satanico. Come se tutto ciò non fosse abbastanza il giorno dopo, nel bel mezzo della messa mattutina, la statua della Vergine posta in un angolo della chiesa inizia a lacrimare. |                   |         |
| 2  | L'infinita angoscia dell'essere 「存在のかぎりなき不安」 - Sonzai no kagiri naki fuan | 14 luglio 2017    |         |
| 2  | Le lacrime della Vergine si rivelano ben presto essere semplice acqua condensata, ma qualcosa di terribile sta accadendo all'interno del convento: di lì a breve, infatti, altri due religiosi, Padre Francesco e Suor Dorothea, vengono trovati morti in circostanze simili a quelle di Padre Klaus, all'interno di un pentacolo e orrendamente mutilati. Analizzando le scene del crimine Joseph nota come esse richiamino il martirio di tre dei sette santi raffigurati sulle vetrate della chiesa; la sua conclusione, freddamente accademica, è che nel convento si aggiri un serial killer, mentre per alcuni dei sacerdoti si tratterebbe in realtà di una vendetta di Dio contro coloro che hanno peccato contro la sua legge (Padre Klaus era scettico circa il presunto miracolo di immacolata concezione, mentre Padre Francesco e suor Dorothea erano amanti). Secondo Roberto parte della risposta potrebbe risiedere nell'archivio librario appartenuto allo scomparso fondatore del monastero, padre Michael Brown, ma la loro richiesta di avervi accesso incontra il rabbioso rifiuto di padre Joseph, alimentando i sospetti di Joseph e Roberto circa una cospirazione che starebbe dietro l'intera vicenda. Ulteriori indagini condotte a seguito della comparsa delle stigmate anche sulle mani del giovene studente Mario Lotte portano i due sacerdoti a scoprire, nascosto nella chiesa, un messaggio vergato col sangue tre mesi prima, scritto in lettere runiche ma apparentemente senza alcun senso. Purtroppo, mentre il convento rimane isolato a seguito di un nubifragio, il serial killer torna a colpire, e questa volta la sua vittima è padre Joseph, che prima di morire fa in tempo a pronunciare solo tre numeri: 666. Nello stesso momento, nell'ospedale, suor Dolores riceve la visita di un misterioso uomo in nero. |                   |         |
| 3  | Il mistero degli dei e la bestia del 666 「神々の秘密と666の獣」 - Kamigami no himitsu to 666 no kemono | 21 luglio 2017    |         |
| 3  | Roberto e Joseph riescono ad entrare nottetempo nell'ufficio di Padre Michail, dove rinvengono il cadavere mummificato del defunto prelato all'interno di un vero e proprio tempietto votivo e una vasta collezione di tomi antichi, inclusa una probabile copia della Bibbia Nera. Inoltre, ben nascosta in un cassetto, viene rinvenuta l'altra metà di un amuleto che i due religiosi erano stati segretamente incaricati di recuperare, e unificandoli appare la parola Einrich. Joseph chiede quindi al suo amico Lauren, un genio dell'informatica al servizio della Santa Sede, di fare un nuovo controllo nella Banca Vaticana sulle tracce di questo misterioso Friederich, ma di lì a breve lui e Roberto vengono a sapere che suor Dolores è scomparsa dall'ospedale. Come se tutto ciò non fosse sufficiente uno degli studenti del collegio, Carlos, comincia a mostrare i segni di una possessione demoniaca, ma nel tentativo di praticargli un esorcismo Roberto e Joseph scoprono una verità molto meno soprannaturale, ovvero che il ragazzo era in stato di overdose. Interrogato sul motivo delle sue condizioni, Carlos racconta di essere stato molestato sessualmente a più riprese dal defunto padre Klaus, e che dietro alla facciata apparentemente pulita del convento si nasconde in realtà un giro di narcotraffico tra il Messico e gli Stati Uniti (il che spiega gli enormi fondi a disposizione della struttura). Di lì a breve, l'incontro con una strana donna apparentemente affetta da schizofrenia, che afferma di essere figlia del defunto Padre Michail, rafforza la tesi secondo cui nel convento sia in atto una sorta di cospirazione ai danni del Vaticano, e grazie anche all'aiuto di Lauren i nodi circa i presunti miracoli cominciano a venire al pettine. In cerca di ulteriori risposte, i due religiosi si recano ad osservare di nascosto una seduta spiritica organizzata da alcuni degli studenti, ma prima che possano avvicinarli un sinistro individuo mascherato da Tristo Mietitore li assale nel bel mezzo della foresta, e Roberto sembra avere la peggio. |                   |         |
| 4  | Eppure, io credo ancora in Dio 「それでも尚、我は神を信ず」 - Soredemo nao, ware wa kami o shinzu | 28 luglio 2017    |         |
| 4  | L'assalitore mascherato, che si rivela essere il guardiano del campus James Chester, viene freddato da un misterioso pistolero prima che possa aggredire i due sacerdoti, così Joseph e Roberto sono liberi di continuare nella loro investigazione. Grazie ad uno degli studenti coinvolti nella seduta spiritica, i due riescono finalmente a tradurre le rune tracciate col sangue sul muro della chiesa, scoprendo che si tratta della trascrizione di una famosa frase dei Mein Kampf. A questo punto, l'orrenda verità viene alla luce: il padre fondatore di San Rosario, Michail Brown, non era altri che il comandante della Gestapo Heinrich Müller, fuggito da Berlino poco prima della fine della seconda guerra mondiale per eseguire l'ultimo ordine di Adolf Hitler: favorire la rinascita del Terzo Reich. Per esaudire tale desiderio, nell'aprile del 1945 Müller aveva abbandonato la Germania rifugiandosi in Messico, portando con sé alcuni bambini tedeschi e, soprattutto, il cadavere congelato del defunto Fuhrer. In seguito, lui ed in seguito i suoi seguaci avevano tentato a più riprese di utilizzare lo sperma congelato di Hitler per condurre esperimenti di inseminazione artificiale volti a far nascere un ipotetico figlio di Hitler, e la presunta immacolata concezione di Suor Dolores non era altro che l'ultimo di questi tentativi. Ora, l'esperimento ha avuto successo, e sotto le sembianze apparentemente gentili e umili del giovane Padre Thomas si è risvegliato lo stesso seme della follia del suo antico genitore: è lui infatti il colpevole di tutti gli omicidi avvenuti nel convento. Intrufolatisi in una sorta di tempio sotterraneo al di sotto della chiesa, Joseph e Nicholas vengono presto scoperti da Thomas, che tenta di ucciderli lanciandogli contro gli studenti del collegio, controllati grazie a particolari ultrasuoni emessi dagli altoparlanti. Joseph tuttavia riesce a neutralizzare Thomas lanciandogli addosso dell'acido solforico, e nell'incendio che ne segue il generatore di ultrasuoni si rompe, permettendo a tutti di fuggire prima che la chiesa crolli. La mattina dopo però Thomas, sfigurato ma ancora vivo, tenta ancora una volta di uccidere i due religiosi, venendo però fermato all'ultimo da padre McGee, un altro dei sacerdoti di San Rosario, che rivela tuttavia di essere un membro sotto copertura di Legge di Zion, un'organizzazione del Mossad incaricata di dare la caccia ed eliminare i criminali di guerra nazisti sopravvissuti. McGee rivela a Joseph e Nicholas di aver portato Suor Dolores al sicuro, così i due religiosi sono liberi di fare rientro a Roma, portando con sé le prove circa i fondi neri nella Banca Vaticana e ricevendo in questo modo i complimenti dei propri superiori. |                   |         |
| 5  | Il gioco dell'angelo e del diavolo 「天使と悪魔のゲーム」 - Tenshi to akuma no gēmu | 4 agosto 2017     |         |
| 5  | La rievocazione del suo primo incontro con Lauren è l'occasione per Joseph per ricordare anche un caso ancora oggetto di dibattito del quale fu indirettamente testimone all'epoca in cui era ancora in seminario: quello del miliardario e filantropo americano John Bricket. Secondo la storia raccontata a Joseph dallo stesso John, quando egli aveva solo dodici anni suo padre si rivelò essere il demone Azazel, che prima di fare ritorno all'Inferno lo scelse come soggetto sul quale testare le debolezze dell'Uomo, il tutto tramite un dono: la possibilità di vedere esauditi mille desideri. Non volendo sfruttare un dono infernale, John spese gli anni successivi nel tentativo di emergere contando solo sulle proprie forze, ma la necessità di non poter avere aspirazioni o desideri fecero di lui una persona vuota: questo fino al giorno in cui conobbe Marlene, una giovane donna che lavorava in un parco acquatico vicino alla sua casa. Ebbro d'amore, John passò lungo tempo a crogiolarsi in una ritrovata serenità, almeno fino al momento in cui non si rese conto di come anche Marlene non fosse altro che il frutto di un suo desiderio: tuttavia, l'amore che John provava per Marlene lo spinse infine ad accettare per una sola volta di fare uso del proprio potere, così da poterla avere per sempre con sé ed essere finalmente felice. |                   |         |
| 6  | Il signore ci dona le sue rivelazioni 「主はあらゆる啓示を垂れ給う」 - Shu wa arayuru keiji o taretamau | 11 agosto 2017    |         |
| 6  | Joseph e Roberto vengono inviati in Africa Centrale per comprovare un caso di incorruzione del corpo di John Jordan, un missionario francescano della missione di San Carmelo, la cui salma ad un anno della morte risulterebbe ancora integra. Si tratta, ancora una volta, di un caso molto delicato, in quanto padre John aveva fama di mistico e di veggente, avendo predetto tramite salmi e dipinti molte catastrofi poi verificatesi, e la conferma del miracolo di incorruttibilità della salma potrebbe dare il via ad una causa di beatificazione. Arrivati in Africa, prima ancora di raggiungere San Carmelo Joseph e Nicholas vengono però accolti dall'agente dell'FBI Bill Suskins, giunto dagli Stati Uniti per indagare sulla macabra morte di Amy Boness, una documentarista il cui corpo è stato rinvenuto scarnificato e accuratamente ricomposto in quello che appare essere un qualche rituale praticato dai membri della tribù Bazuna, che vive nei pressi della missione. A San Carmelo, i due religiosi fanno la conoscenza dei frati Samson e Joshua, oltre che del padre superiore della missione, il giovane padre Julia, dal quale Joseph rimane subito molto affascinato per via della sua enorme devozione e misericordia verso il prossimo. Successivamente, un primo esame della salma sembra comprovarne l'incorruttibilità, a prima vista non provocata deliberatamente né frutto di cause naturali, ma durante una serie di colloqui con i prelati della missione viene rivelato un oscuro segreto. Padre John, infatti, poco prima di morire sembra aver lasciato una profezia circa la venuta di Joseph e Nicholas, ma nella stessa profezia sarebbe anche contenuto un sinistro presagio circa il destino ultimo che attenderebbe uno di loro, destinato a cadere negli inganni del Demonio per poi venire ucciso nel corso di una imminente festa pagana Bazuna. Nicholas, sconvolto, arriva a riconoscersi sia nella profezia che nel dipinto ad essa legato, e per la prima volta la sua fede sembra vacillare. |                   |         |
| 7  | Coloro che recano il marchio della maledizione 「呪いの烙印を押されし者」 - Noroi no rakuin o osareshi mono | 18 agosto 2017    |         |
| 7  | Turbato dall'apparente impossibilità di spiegare razionalmente il miracolo di John Jordans, e quindi preoccupato per la profezia che sembra riguardare il suo imminente destino, Roberto è sempre più provato sia a livello fisico che mentale, ma decide di ignorare le esortazioni di Joseph affinché si conceda un momento di riposo. Al contrario, il sacerdote si fa condurre da padre Julia nella biblioteca della missione, nella quale ritrova un volume in cui viene spiegato il modo per resuscitare i morti e conservarne il corpo tramite un rituale satanico. Purtroppo, la profezia sembra infine avverarsi quando Roberto, ormai completamente assorbito dalle sue ricerche, viene morso nella sua stanza da un mamba nero. Apparentemente morto, il sacerdote si ritrova al cospetto di Satana, che cerca di minare la sua fede per poterne reclamare l'anima; la volontà di Roberto, però, si rivela più forte anche delle trame del Maligno, e al risveglio Roberto scopre di essere in realtà scampato all'avvelenamento grazie a Joseph, che presagendo un'eventualità simile si era fatto spedire preventivamente da Roma l'antidoto per il morso del mamba. Prima ancora che si possa gioire per lo scampato pericolo però, arriva la notizia della sparizione di padre Samson, e non occorre molto prima che il corpo del religioso sia ritrovato nei pressi di un tempio Bazuna, ucciso in circostanze simili a quelle di Amy Boness. |                   |         |
| 8  | Ho infine compreso che solo con la morte si può rinascere a vita eterna 「死ぬことによってのみ、永遠の生命によみがえることを深く悟れ」 - Shinu koto ni yotte nomi, eien no seimei ni yomigaeru koto o fukaku satore | 25 agosto 2017    |         |
| 8  | Nonostante l'omicidio di padre Samson il processo di riconoscimento del miracolo di incorruttibilità prosegue, ma se da una parte Joseph appare ormai convinto della bontà dell'evento soprannaturale, al punto da dirsi pronto a redigere un rapporto ufficiale, Roberto al contrario seguita a mostrarsi scettico, al punto che tra i due sembrano sorgere difficili attriti. Con l'approvazione del Joseph in tasca però, il filantropo Kid Goldman, curatore dell'eredità del veggente scomparso, organizza in tutta fretta un'audizione pubblica, durante il quale conta sia di annunciare l'inizio della causa di canonizzazione che di rivelare l'ultima profezia annunciata da padre John prima della morte, la quale riguarderebbe un'imminente catastrofe in una nazione confinante. Roberto però, a sorpresa, irrompe nel discorso, dichiarando pubblicamente il proprio scetticismo e smontando uno dopo l'altro i sedicenti salmi profetici del veggente (che in realtà risultano essere meno dell'1% di tutti quelli scritti da padre John nel corso della sua vita), che al contrario viene identificato da Roberto come il suo stesso padre, Bruno Puccini, fuggito dall'Italia e rifugiatosi in Africa dopo l'omicidio della moglie. Messo all'angolo, Kid Goldman tenta in extremis di rivendicare l'incorruttibilità della salma di Puccini, ma questa viene immediatamente spiegata da Joseph (rivelando quindi che i dissidi con Roberto avevano il solo scopo di spingere i cospiratori a tradirsi) come frutto di una speciale tecnica di imbalsamazione Bazuna a cui l'assassino-veggente era stato segretamente fin da prima della morte, infettandolo ciclicamente con un parassita che ne ha provocato la morte in seguito a cirrosi epatica e in seguito l'apparentemente innaturale preservazione. Ormai smascherato, Kid viene arrestato dall'agente Suskins, rivelando che in realtà il grande architetto dell'intera vicenda non è altri che padre Julia, il quale però viene apparentemente trovato sgozzato, probabilmente da uno dei giardinieri, prima che possa parlare. Una rapida indagine rivela però che il corpo rinvenuto non è quello del vero Julia, il quale in realtà fa probabilmente parte di Galdoune, una setta segreta che fin dal medioevo conduce sanguinari rituali ed esperimenti alchemici volti al conseguimento della vita eterna. |                   |         |
| 9  | Il pagliaccio tagliateste e la fiaba di Salomone 「首切り道化師とソロモンの童話」 - Kubikiri dōkeshi to Soromon no dōwa | 1º settembre 2017 |         |
| 9  | Questa volta Joseph e Roberto vengono inviati nel paese di Montemura, nei pressi di Firenze, nel cui convento si starebbero verificando eventi inspiegabili che neppure una prima inchiesta commissionata dal Vaticano è stata in grado di spiegare. Secondo le testimonianza di alcuni dei monaci, tutti i giorni all'ora della messa il suono di un corno riecheggerebbe in tutta la chiesa, seguito subito dopo da cascate di luce e da un cambiamento nella pigmentazione del crocifisso, che sembrerebbe quasi prendere vita. Joseph e Roberto si recano quindi in Toscana, trovandosi però di fronte all'atteggiamento stranamente scettico e poco conciliante del padre superiore, Padre Tores, l'unico tra i monaci a non voler apparentemente credere alla natura miracolosa degli eventi che si verificherebbero nella sua chiesa, eventi a cui Joseph e Roberto assistono in prima persona subito dopo il loro arrivo. Indagando nella biblioteca in cerca di risposte, Roberto rinviene due libri il cui titolo richiama alla leggenda di Paracelso, scritti a specchio e a prima vista identici: apparentemente entrambi i volumi sembrano contenere alcune famose fiabe e racconti popolari europei, ma una più attenta analisi da parte di Roberto rivela la presenza, in uno di essi, di alcuni aneddoti legati al misterioso Pagliaccio Tagliateste, una figura folkloristica locale ritenuta una manifestazione diabolica. Quella notte, un grido di terrore risuona nel villaggio, ma poiché le regole del convento impongono a tutti di venire chiusi nelle rispettive celle dal padre superiore Joseph e Roberto sono impossibilitati ad intervenire. I due religiosi vengono liberati il giorno successivo dagli agenti di polizia agli ordini dell'ispettore Giovanni Bufi, da cui apprendono sia della sparizione di Padre Trones sia del ritrovamento, nella cappella, del corpo di un ragazzino, che viene rinvenuto con la gola tagliata, una banconota in mano e vestito in un modo che richiama una delle fiabe del libro trovato da Roberto. Quindi, mentre la scena del crimine è ancora sotto esame, il miracolo del corno si ripete nuovamente, e stavolta vi assistono anche l'ispettore ed i suoi uomini. |                   |         |
| 10 | Compaiono fantasmi dal passato 「現れし過去の亡霊」 - Arawareshi kako no bōrei | 8 settembre 2017  |         |
| 10 | Analizzando un campione di sangue della vittima prelevato di nascosto sulla scena del crimine, Joseph scopre che l'albinismo del ragazzo era dovuto ad una forte carenza di vitamina D3, chiaro sintomo di una scarsa esposizione alla luce solare; inoltre, dati anche i bassi valori di emoglobina e un esame autoptico che rivela la presenza di millepiedi e vermi nello stomaco, il quadro che emerge è quello di qualcuno tenuto in uno stato di profonda segregazione. Nello stesso momento Roberto, dopo aver ascoltato per caso una filastrocca locale, comincia ad indagare in paese, svelando ben presto un caso di omicidio verificatosi nel 1985 che aveva visto coinvolto, tra gli altri, anche padre Trones, il quale una notte si era avventurato con tre amici nei boschi attorno a Montemura alla ricerca del Pagliaccio Tagliateste. Della spedizione facevano parte lo stesso Trones, la sua fidanzata Domenica, la giovane Teresa e il suo fidanzato, nonché capo della comitiva, Carlo, un ragazzo problematico che in paese aveva fama di poco di buono. La spedizione aveva avuto come risultato la morte di Carlo, decapitato dal Pagliaccio, mentre Domenica, testimone dell'omicidio, era rimasta traumatizzata al punto di diventare pazza; a seguito di ciò Tores e Teresa si erano fidanzati, ma poco prima del matrimonio Teresa era morta folgorata, apparentemente a causa di un fulmine, spingendo Tores a prendere i voti. Il giorno dopo, a Montemura arriva anche l'agente Suskins, che informa Joseph e Roberto di come probabilmente l'omicidio del ragazzo albino sia collegato a quello di Amy Boness, nonché ad un giro di dollari falsi che sta mettendo in ginocchio l'economia statunitense. Inoltre, grazie ad alcuni espedienti, Joseph riesce infine a spiegare il presunto miracolo di luce e cambio di pigmentazione della statua del Cristo, che si rivelano frutto di una messinscena creata, apparentemente, proprio da padre Tores (il quale oltretutto viene rinvenuto congelato a morte di lì a breve in una fattoria nei pressi di Livorno). Poi, quando le impronte rilevate sulle banconote in mano alla vittima si rivelano essere quelle di padre Julia, i tre uomini, accompagnati dal detective Bafi, si recano nei boschi sulle tracce dell'edificio rinvenuto negli anni '80 dai quattro ragazzi, convinti che lì si trovi la soluzione a tutti gli enigmi. |                   |         |
| 11 | Oro nell'oscurità, ma il Signore è con me 「闇の黄金、我、主とともに」 - Yami no ōgon, ware, shu to tomo ni | 15 settembre 2017 |         |
| 11 | Entrati nel bosco, Joseph, Roberto, Suskins e Bafi rinvengono il campo base usato negli anni '80 dalla spedizione di Carlo Zetti, e quando dal fango emerge una lattina di birra forata la verità viene finalmente a galla: dietro la morte di Carlo e alla follia di Domenica vi erano infatti gli stessi Trones e Teresa, che si erano accordati per disfarsi dei rispettivi, problematici compagni e poter vivere finalmente la propria relazione alla luce del sole. Indagando oltre, i quattro rinvengono un pozzo che, in realtà, si rivela essere l'ingresso di un'antica miniera d'oro, usata da tempo immemore da Galdoune per finanziare le proprie operazioni clandestine. Una volta esaurita la miniera, Galdoune aveva seguitato a servirsene come nascondiglio per la produzione di banconote false, il tutto con la collaborazione di innumerevoli persone tenute in condizioni di schiavitù. Scoperti dalle guardie, Joseph e Roberto sono portati al cospetto di Julia, che chiede loro di unirsi a lui in cambio della promessa di vedere realizzati i propri desideri più profondi. Entrambi ovviamente rifiutano, venendo quindi gettati assieme a Bafi e Suskins in un pozzo dal quale, tuttavia, riescono ad uscire e a tornare in superficie grazie ad un'intuizione di Roberto. Sfortunatamente, Julia e tutti i suoi uomini riescono a scappare prima dell'arrivo della polizia, pertanto la lotta contro Galdoune è destinata a continuare. All'improvviso, però, dalla Germania giunge la notizia che Joseph non avrebbe mai voluto ricevere: suo fratello Ryouta, ricoverato da tempo per una rara forma di osteosarcoma, è improvvisamente peggiorato. |                   |         |
| 12 | Sinfonia 「シンフォニア」 - Shinfonia | 22 settembre 2017 |         |